# Mount D'Urville
Mount D'Urville är ett berg i Antarktis. Det ligger i Västantarktis. Argentina, Chile och Storbritannien gör anspråk på området. Toppen på Mount D'Urville är 1 085 meter över havet.
Terrängen runt Mount D'Urville är huvudsakligen lite bergig. Trakten är obefolkad. Det finns inga samhällen i närheten.